# Коварната принцеса Турандот
„Коварната принцеса Турандот“ е български игрален филм (пародия) от 1925 година, режисьор Райко Алексиев. Оператор е Христо Константинов.

## Сюжет
Принцеса Турандот месеци наред се представя пред софийското общество като „непостижима девственица“. Тя седи на пейка в парка и чисти с четка за обувки овехтялото си картонено сърце. Над глава и е кацнала хартиена сврака. Появява се Чарли Чаплин. Принцесата започва да флиртува с него, след което го приспива на гърдите си. Яхнали велосипеди, пристигат Джеки Куган и един околосветски пътешественик. Те съблазняват принцесата и тя изневерява на заспалия Чарли Чаплин. Разбрал това, той се дуелира с околосветския пътешественик и го убива. Джеки Куган се самоубива.

## Състав

### Актьорски състав
Роли във филма изпълняват актьорите:
| Роля                       | Изпълнител     |
| -------------------------- | -------------- |
| Чарли Чаплин               | Райко Алексиев |
| Принцеса Турандот          | Щърбакова      |
| Джеки Куган                | Никола Танев   |
| околосветски пътешественик | Борис Денев    |

### Технически екип
| Режисьор | Райко Алексиев      |
| Оператор | Христо Константинов |

## Любопитно
Място на снимките: София и Борисовата градина.